# Хоутон, Гарри Фредерик
Гарри Фредерик Хоутон (англ. Harry Frederick Houghton; 7 июня 1905 — 23 мая 1985) — чиф-петти-офицер Королевского военно-морского флота Великобритании, источник польской и советской разведок. Работал шифровальщиком британского военно-морского атташе в Варшаве (Польша), позже сотрудник Центра разработки подводного оружия при Адмиралтействе на острове Портленд. Сотрудничал с советской разведкой с 1952 года, входил в так называемую Портлендскую агентурную сеть. Разоблачён в 1961 году в результате расследования, проведённого на основе показаний польского перебежчика Михала Голеневского. Приговорён британским судом к 15 годам лишения свободы за шпионаж, освобождён в 1969 году.

## Биография

### Ранние годы службы
Гарри Фредерик Хоутон родился 7 июня 1905 года в городе Линкольн. В возрасте 14 лет он бросил школу, устроившись юнгой на корабль КВМФ Великобритании, нёс службу на канонерской лодке в Китае и занимал пост начальника военной полиции на одном из крейсеров. Во время Второй мировой войны нёс службу на кораблях арктических конвоев в качестве каптенармуса, за годы войны дослужился до звания старшины. Характеризовался как «исполнительный и добросовестный моряк». В послевоенные годы Хоутон занимал некоторые унтер-офицерские должности, а в 1951 году был назначен шифровальщиком при военно-морском атташе Великобритании в посольстве в Варшаве. Согласно публикациям документам СВР, Хоутон вёл разгульный образ жизни, злоупотребляя алкоголем и занимаясь махинациями на чёрном рынке. Так, пользуясь дипломатическими каналами, Хоутон ввозил многие товары из Англии, начиная от кофе и заканчивая антибиотиками, и сбывал их на рынке. По утверждениям Б. Ю. Анина, в это время Хоутон также якобы начал разочаровываться во внешней политике Великобритании и «западном образе мышления».
По одним данным, в поле зрения Министерства общественной безопасности Польши он попал после того, как устроил скандал на одном из дипломатических приёмов в посольстве: в присутствии дипломатов он поссорился со своей женой Элис и буквально выбросил её из здания на улицу. После этого скандала Хоутона уволили из посольства, переведя его на базу ВМС Великобритании в Портленде, где находился Центр разработки подводного вооружения, занимавшийся разработкой новейшей подводной аппаратуры для обнаружения объектов и иное противолодочное оборудование. По данным, предоставленным Михалом Голеневским, работавшего в британском посольстве Хоутона завербовала ещё в 1951 году польская разведка в лице 2-го (британского) отдела 1-го (контрразведывательного) управления Министерства общественной безопасности ПНР, дав ему оперативный псевдоним «Мирон» (пол. Miron). Для этого они организовали ему встречу с молодой девушкой, с которой он вступил в интимные отношения — именно после этого Хоутон познакомился с «красивой жизнью», которую мог себе позволить, занимаясь ввозом и сбытом контрабанды. Вскоре он встретился с двумя сотрудниками 1-го управления Министерства государственной безопасности Польши, с которыми заключил договорённость: он обязывался передавать полякам секретную информацию в обмен на то, что на его отношения с девушкой и контрабандную деятельность польская милиция закроет глаза. По данным MI5, на сотрудничество с МОБ ПНР он пошёл по собственной инициативе.

### Работа на советскую разведку
Постоянную связь с Хоутоном поляки поддерживать не могли, поэтому советская разведка, используя их наводку, завербовала в 1952 году Хоутона, дав ему оперативный псевдоним «Шах». С марта по ноябрь 1952 года он передал в руки польской разведки 99 секретных документов (около 4500 машинописных листов), которые фактически оказались потом в руках и советской разведки: так, им были переданы шифры ВМС Великобритании с подробными инструкциями и «Руководство военно-морской разведки» (англ. Manual of Naval Intelligence). В 1953 году он был переведён официально в центр на Портленде, где и продолжил свою деятельность по передаче секретных сведений СССР, однако когда его перевели в ремонтный цех, доступ к секретной информации он утратил. В 1955 году Гарри, работая мелким служащим в центре и всё ещё состоя в браке, вступил в отношения с девушкой по имени Этель Джи (агент «Ася»), которая также работала на этой базе секретарём в архивном отделе — формально она числилась старшим клерком бюро учёта и размножения совершенно секретных документов. Хоутон сообщил ей о своей вербовке сотрудниками СССР и склонил к сотрудничеству, получив с помощью Этель доступ к совершенно секретным сведениям о противолодочной обороне Великобритании и британских АПЛ.
В 1956 году советский разведчик Конон Молодый, который действовал в Англии под псевдонимом Гордона Лонсдейла и с позывным «Бен», сообщил центру, что Хоутон к моменту развода пропил все заработанные на спекуляции деньги и проживал в трейлере. Чтобы помочь Хоутону, Лонсдейл прибыл в Портленд и по телефону связался с Хоутоном, представившись помощником военно-морского атташе США в Лондоне Александром Джонсоном и передав привет от общего знакомого, с которым Хоутон занимался спекуляцией в Варшаве. На личной встрече Лонсдейл убедил Хоутона сотрудничать от имени аппарата атташе и получил ряд секретных материалов. Позже Гарри предложил использовать и Этель в качестве источника разведки, так как она могла печатать дополнительные экземпляры секретных документов: с ней Молодый встретился осенью 1956 года, и она произвела на него положительное впечатление. По данным Службы внешней разведки России, Гарри и Этель передали с 1952 по 1961 годы в Москву более 17 тысяч листов секретных документов: Молодый получал от Гарри и Этель на встречах пакеты или свёртки с соответствующими документами. Вместе с тем сам Молодый отзывался скептически о навыках Хоутона.
Помимо военно-морских шифров, Хоутоном и Джи через Молодого в Москву были переданы рапорты британского военного атташе об оценке численности и вооружения Северной группы войск СССР, чертежи наиболее важных разработок центра от торпедного вооружения до аппаратуры по обнаружению объектов, 350 документов о противолодочном вооружении, отчёты стран НАТО о манёврах их военно-морских флотов, детали системы обороны портов Великобритании и дислокации соединений КВМФ Великобритании, отчёты о кораблях британского флота и об используемом вооружении (в том числе сведения о британских АПЛ, начиная с субмарины HMS Dreadnought), а также сведения по гидроакустическим станциям и гидролокаторам. В последних двух случаях были получены чертежи таких изобретений, как противолодочные бомбомёты Mk 10, гидролокаторы типа 170, сонары Super ASDIC типа 184 и сонары типа 2001 для подлодки Dreadnought. Считается, что перехваченные секретные документы позволили СССР создать новое поколение подводных лодок, менее заметных для радаров НАТО, а также разработать новые гидролокаторы.

### Расследование деятельности Хоутона
Первые подозрения о деятельности Хоутона появились у Элис Хоутон, когда она в 1952 году увидела, как муж достал откуда-то пачку денег и разбросал их по комнате — это были 150 фунтов стерлингов (около 6 тысяч фунтов стерлингов по курсу 2018 года). Гарри якобы показывал ей кусок мела, которым лично обозначал место, где ему должны были оставить деньги его таинственные «работодатели», а также приводил в квартиру неких польских граждан, отказываясь объяснять, кем они были. Позже Элис обнаружила на столе у Гарри несколько пачек документов в коричневой обёртке, на которых была пометка «совершенно секретно», и крошечную фотокамеру, спрятанную под лестницей. Когда Хоутон узнал о случившемся, то затаил на жену злобу и попытался несколько раз от неё избавиться: по словам Элис, однажды он её чуть не столкнул с обрыва в Портленд-Билл, а в другой раз, напившись, пригрозил убить её, поскольку она «слишком много знала». Супруги окончательно развелись в 1956 году: как минимум два раза за тот год Элис сообщала сотрудникам базы (в том числе сотруднику службы социального обеспечения) о неблагонадёжности бывшего мужа, который якобы передавал секретную информацию людям, не имевшим к ней права доступа. Заявление рассмотрели в MI5, но делу не дали ход, не предъявив Хоутону никаких обвинений. Разведка, ссылаясь на сведения о том, что у Гарри была любовница, решила, что все заявления Элис были вызваны банальной ревностью. В СССР из соображений безопасности Хоутона решили передать на связь Конону Молодому (Гордон Лонсдейл), чтобы не потерять источник разведки.
К разоблачению Хоутона приложил руку польский агент-перебежчик, подполковник Министерства общественной безопасности ПНР Михал Голеневский («Снайпер»), занимавший пост руководителя 6-го отдела I департамента МОБ (контрразведки): уже после побега он прославился тем, что попытался выдать себя за спасшегося от расстрела цесаревича Алексея Николаевича. В апреле 1960 года генеральный директор MI5 Роджер Холлис получил от ЦРУ материалы допроса Голеневского. Согласно этим материалам, опубликованным в книге Питера Райта «Ловец шпионов», Голеневский утверждал, что в 1951 году Министерство общественной безопасности ПНР завербовало шифровальщика военно-морского атташе, который позже был отозван из посольства из-за пьянства на рабочем месте, а через год это сделали и русские по наводке поляков. При этом Голеневский не совсем точно указал фамилию завербованного, назвав его «Хьюйтон» (англ. Huiton); в документах MI6 он фигурировал под псведонимом «Лямбда 2» (англ. Lambda 2). После получения информации Министерство иностранных дел Великобритании вышло на след Хоутона, и Холлис приказал установить за ним плотное негласное наружное наблюдение, изучить его связи и провести обыски по месту работы и жительства. К расследованию подключился Скотланд-Ярд. Делом Хоутона занимался так называемый польско-чешский (D2) отдел MI5.

### Задержание и суд
При проведении обыска в доме Хоутона были обнаружены секретные документы, среди которых был и план базы ВМС в Портленде, а также спрятанный под полом радиопередатчик, устройства для создания и чтения микрофильмов, зажигалку с тайником, коды для шифрования и семь паспортов. В ходе разбирательства в марте 1961 года будущий директор MI5 Мартин Фёрнивел Джонс заявил о серьёзной ошибке MI5 — игнорировании предупреждения от Элис Хоутон, отправленного в 1956 году. Через Хоутона MI5 вышла и на Гордона Лонсдейла, с которым «мимолётно» встречались Хоутон и Джи, ездившие раз в месяц в Лондон: в июле 1960 года была зафиксирована встреча пары с Лонсдейлом, которому Хоутон передал большую сумку, получив в ответ некий конверт. Позже британцы вышли и на супругов Морриса и Леонтину «Лону» Коэн (они же Питер и Хелен Крогены), которые были связными нелегальной советской резидентуры. Всё расследование заняло порядка 10 месяцев: для осуществления задержания была подготовлена группа из 15 человек, операцией руководил суперинтендант, инспектор Джордж Смит.
В субботу 7 января 1961 года, в 14:45 на вокзал Ватерлоо прибыл поезд из Солсбери, на котором находились Гарри Хоутон и Этель Джи, ехавшие прогуляться в Лондон. Покинув поезд, они скорым шагом направились к автобусу номер 68, ехавшему к рынку на Уолфорд-роуд. Всё это время один из сотрудников полиции под прикрытием продавца газет следил за парой, а другой сотрудник успел сесть на ходу в автобус, чтобы не потерять Хоутона и Джи из виду. Около 20 минут они пробыли на рынке, прежде чем вернуться обратно на вокзал к зданию театра «Олд Вик». Там их дожидался Молодый: Джи собиралась передать ему безобидную внешне соломенную корзинку, в которой были спрятаны два пакета секретных материалов. В этот же день ожидалась передача очередной шифровки в Москву. При передаче корзинки Лонсдейлу все трое были задержаны. На допросе Молодый отказался отвечать на какие-либо вопросы следователя; Хоутон проговорился о деньгах, которые были у Молодого (125 фунтов стерлингов, которые он должен был получить за передачу документов); Джи утверждала, что ничего противоправного не совершала. Не получив сведений, Смит отправился с полицией в Райслип, куда ездил Лонсдейл, где были арестованы связные всех троих — Моррис Коэн (Питер Крогер) и Лона Коэн (Хелен Крогер), всё оборудование было изъято.
В ходе этой операции была разгромлена крупнейшая шпионская сеть в Великобритании — так называемая Портлендская агентурная сеть. На судебном процессе, проходившем в Лондоне, Хоутон утверждал о том, что все их действия были обоснованы исключительно шантажом со стороны СССР, а Джи утверждала, что действовала исключительно из любви к Гарри. Однако суд не нашёл никаких смягчающих обстоятельств в их уголовном деле и признал их виновными в шпионаже: в приговоре суда утверждалось, что Хоутон и Джи совершали передачу секретных документов из корыстных побуждений. 22 марта суд вынес обвинительный приговор всем пятерым: Молодый получил 25 лет тюрьмы за шпионаж, Коэны — по 20 лет тюрьмы, а Хоутон и Джи — по 15 лет тюрьмы. Расследование привело к изменению работы MI5: впервые британской контрразведке пришлось разоблачать не сотрудника КГБ, работавшего под дипломатическим или официальным прикрытием, а обычного гражданского, который выдавал себя за гражданина одного из западных государств, имея подлинные документы на руках и используя биографию реального человека.

### Жизнь после освобождения
От находившихся под стражей Хоутона и Джи спецслужбы требовали не просто признаться, но выдать всех сообщников в обмен на смягчение приговора. Джи категорически отказывалась от сотрудничества и обвиняла сотрудников MI5 в неэтичном поведении, поскольку они вскрывали и читали её письма, адресованные Гарри. По просьбе Этель Гарри также не сознавался ни в чем сотрудникам, хотя на некоторых порах даже предлагал MI5 ещё во время подготовки судебного процесса свою помощь в обмен на снисхождение на суде. Как потом стало известно MI5, после осуждения Этель в одном из писем к своему возлюбленному предупредила его: если Гарри выдаст ещё кого-нибудь, то добьётся не снисхождения, а лишь ещё одного тюремного срока. В 1964 году Молодый был освобождён из тюрьмы, а в 1969 году оттуда вышли и Крогеры: всех обменяли на британских разведчиков, осуждённых в СССР. 25 июля 1969 года британцами было принято решение об освобождении Хоутона и Джи. 12 мая 1970 года Гарри Хоутон и Этель Джи были официально освобождены из-под стражи.
Через год Гарри и Этель официально поженились: некоторое время они владели домом для гостей, пока не уехали жить в собственный дом в Дорсете. Хоутон после освобождения написал книгу воспоминаний «Операция „Портленд“. Автобиография шпиона» (англ. Operation Portland: The Autobiography of a Spy), опубликованную в 1972 году. В книге он утверждал, что с Кононом Молодым его объединяло «настоящее чувство товарищества». Вместе с тем в оригинальной рукописи присутствовали эпизоды о деятельности MI5, которые были изъяты из окончательного варианта.
Пара прожила вместе до конца своих дней. Джи скончалась 7 июня 1984 года, а через год, 23 мая 1985 года, не стало и Хоутона. Хоутон продал своё имение, а сумму от его продажи (почти 350 тысяч фунтов по курсу 2019 года) завещал местной организации по борьбе против онкологических заболеваний. 28 ноября 2017 года MI5 официально рассекретила все документы по делу Портлендской агентуры и, в частности, материалы о Гарри Хоутоне.

## Образ в культуре
В британском фильме 1964 года «Кольцо шпионов», посвящённом деятельности советской разведки в Портленде, роль Хоутона исполнил Бернард Ли.

## Комментарии
1. ↑  В некоторых источниках фамилия, согласно правилам англо-русской практической транскрипции и Словарю английских фамилий А. И. Рыбакина, может передаваться как Хаутон[3][4][5]
2. ↑  Служба внешней разведки России ошибочно указывает 1992 год в качестве года смерти Хоутона[4].

### На русском
- Анин, Б. Ю.. Наши. Начало. Шах // Радиоэлектронный шпионаж. — М. : Центрполиграф, 2000. — С. 65—66. — (Секретная папка). — 10 000 экз. — ISBN 5-227-00659-8.
- Даллес А. Асы шпионажа = Great True Spy Stories. — М.: Центрполиграф, 2002. — 446 с. — ISBN 5-227-01413-2.
- Полмар Н.[англ.], Аллен Т.Б.[англ.]. Энциклопедия шпионажа = Spy Book / Пер. с англ. В. Смирнова. — М.: Крон-пресс, 1999. — 816 с.

### На других языках
- Jan Bury. From the Archives: CX–52 Messages Read by Red Poles? (англ.) // Cryptologia. — 2009. — Vol. 33, no. 4. — P. 347—352.
- Leszek Pawlikowicz. Podpułkownik Michał Goleniewski // Tajny front zimnej wojny: uciekinierzy z polskich służb specjalnych 1956—1964 (пол.). — Warszawa: Oficyna Wydawn. RYTM, 2004. — С. 215—301. — 361 с. — ISBN 9788373990746.
- Witold Bagieński. Analiza sprawy ppłk. Michała Goleniewskiego, uciekiniera z wywiadu PRL // Studia nad wywiadem i kontrwywiadem Polski w XX wieku / Wojciech Skóra, Paweł Skubisz. — Szczecin: Instytut Pamięci Narodowej, Komisja Ścigania Zbrodni przeciwko Narodowi Polskiemu, 2016. — Т. 3. — С. 551—592. — 778 с. — ISBN 9788361336358.